# Puente Laureano Gómez
El Puente Laureno Gómez, im Volksmund Puente Pumarejo genannt, war eine Brücke über den Río Magdalena in Barranquilla und Sitionuevo, Kolumbien, die zwischen 1974 und Dezember 2019 die Stadt mit dem Osten des Landes verbunden hatte.
Sie wurde am 20. Dezember 2019 von der neuen Puente Pumarejo ersetzt.

## Beschreibung
Der offizielle Name der Brücke war immer Puente Laureano Gómez, sie wurde jedoch allgemein nach Alberto Pumarejo benannt, einem regionalen Politiker, der sich damals besonders für den Bau der Brücke einsetzte und jetzt wirklich Namensgeber der neuen Brücke ist.
Sie war die einzige Brücke über den Río Magdalena und die größte Brücke Kolumbiens, bis 1997 die Brücke Antonio  Carnargo Escobar im rund 130 km weiter südlich gelegenen Plato eröffnet wurde. Heute ist die neue Pumarejo Brücke die größte im Land.
Die Puente Laureano Gómez ist eine 1502 m lange und 12,50 m breite Straßenbrücke mit zwei Fahrspuren und zwei breiten Gehwegen. Das Bauwerk ist unterteilt in eine 329 m lange Rampenbrücke für die Zufahrt von Barranquilla, eine 280 m lange und 16 m hohe Schrägseilbrücke über der Schifffahrtsrinne und eine 893 m lange Jochbrücke, die in einer Biegung über eine Insel im Fluss zum anderen Ufer führt. Einschließlich der langen Zufahrtsstraßen ist das Bauwerk 3383 m lang.
Die Brücke wurde von Riccardo Morandi geplant und in den Jahren 1970 bis 1974 von einer italienisch-kolumbianischen Gruppe gebaut. Die gesamte Brücke ist auf Pfählen gegründet, die bis zu 30 m Tiefe unter dem Wasserspiegel reichen.
Die eigentliche Schrägseilbrücke hat in der Hauptöffnung eine Spannweite von 140 m und in den Nebenöffnungen von je 70 m. Ihre beiden Pylone bestehen aus je zwei Stahlbetonsäulen mit 5 m Durchmesser, auf denen ein massiver Querriegel angeordnet ist. Dieser Querriegel trägt sowohl den Spannbeton-Hohlkastenträger mit der Brückenplatte als auch die beiden seitlich angeordneten, leicht nach innen geneigten Pylonpfeiler. Diese Pfeiler aus Stahlbeton haben einen rechteckigen Querschnitt und sind an der Spitze durch einen Querriegel miteinander verbunden. Von den Pylonspitzen führen die in ebenfalls rechteckigen Betonstäben eingebetteten Schrägseile zu ihren Verankerungen neben der Brückenplatte.
Die Rampenbrücke besteht aus 7 und die Jochbrücke auf der anderen Seite aus 19 Feldern. Die Felder werden von 26 Jochen aus zwei 2,50 m starken Betonsäulen und einem Querbalken gebildet, auf die 47 m lange vorgefertigte Spannbetonträger abgesetzt wurden.
Nach der Einweihung des Neubaus wurde die Brücke für den Verkehr stillgelegt. Dabei wird diskutiert, ob sie abgerissen wird oder als Touristenattraktion stehenbleibt, was aber nicht realistisch ist, da einer der Pylone mitten im Fahrwasser der neuen Brücke stünde.

## Belege
1. 1 2 3 4  Carlos Bell Lemus: El Puente Pumarejo sobre el río Magdalena (Memento des Originals vom 21. Dezember 2019 im Internet Archive)  Info: Der Archivlink wurde automatisch eingesetzt und noch nicht geprüft. Bitte prüfe Original- und Archivlink gemäß Anleitung und entferne dann diesen Hinweis. auf banrepcultural.org, der Website des Red Cultural del Banco de la República en Colombia. Abgerufen am 21. Dezember 2019. (spanisch)
2. ↑  Presidente Samper entrega el puente Plato-Zambrano. Artikel auf el Tiempo.com vom 30. Dezember 1997.
3. ↑  Puente Alfonso López Pumarejo (Puente Pumarejo) auf archive.org
4. ↑  Diseñador del puente que se cayó en Italia también diseñó el Puente Pumarejo,  El Universal, Barranquilla, 16. August 2018.